# Letícia Pedro
Letícia Faria Pedro (Rio de Janeiro, 4 de julho de 2001) é uma atriz brasileira. Letícia estreou, como atriz profissional, na peça de teatro O Mágico de Oz, interpretando a personagem Dorothy, no ano de 2010. Seguidamente, atuou como Detetive Mila na série Detetives do Prédio Azul, do canal por assinatura Gloob, por sete temporadas (2012–2016), conquistando reconhecimento nacional de seu trabalho artístico. Ademais, participou de produções da RecordTV, como as novelas Rebelde (2012) e Vitória (2014–2015), além da série Milagres de Jesus (2014–2015), no episódio "A Filha de Jairo".
No cinema, realizou participações especiais nos filmes Minha Mãe É Uma Peça: O Filme e Meu Passado Me Condena, ambos no ano de 2013. Atuou nas produções da RecordTV O Rico e Lázaro (2017) e Belaventura (2017/2018), além de estrelar o longa-metragem dos Detetives do Prédio Azul e o spin-off "Vlog da Mila - Os mistérios de Ondion", que está disponível em plataformas digitais como o YouTube e o Globoplay. Em 2018 gravou a segunda temporada do "Vlog da Mila - Os mistérios de Ondion" e os filmes Cinderela Pop, que teve sua estreia no cinema em fevereiro de 2019, e Poropopó, um filme mudo que tem previsão de estreia entre o final de 2019 e o início de 2020.

## Biografia e carreira
Letícia Pedro nasceu na cidade do Rio de Janeiro. Filha de Leonardo Pedro e de Renata Faria Pedro, começou sua carreira realizando alguns trabalhos como modelo mirim. Com nove anos de idade, interessou-se pela arte de atuar. Em razão disso, foi matriculada no curso do Teatro Armando Gonzaga, estreando na peça O Mágico de Oz no ano de 2010, em que interpretou a personagem Dorothy. Começou na televisão no ano de 2012, com dez anos de idade, na série Detetives do Prédio Azul, do canal Gloob, protagonizando ao lado de Cauê Campos e de Caio Manhente.
Ao terminar as gravações das primeiras temporadas de DPA, Letícia Pedro foi convidada a participar da novela Rebelde na Rede Record, onde interpretou a personagem Rosa Maria. Em 2013 voltou a gravar novas temporadas do seriado DPA no canal Gloob e fez participações em dois filmes nacionais. Em 2014 recebeu um convite para gravar o episódio A Filha de Jairo, da série Milagres de Jesus na Rede Record, onde deu vida a personagem Débora. Em seguida foi chamada para compor o elenco da novela Vitória na Rede Record, onde interpretou a personagem Rebeca. Em 2015, gravou a 7.ª temporada do seriado Detetives do Prédio Azul, que teve sua estreia no dia 4 de abril de 2016, no canal Gloob. Em novembro de 2016 assinou com a RecordTV e fez O Rico e Lázaro (2017) e Belaventura (2017/2018) além de estrelar o longa-metragem dos Detetives do Prédio Azul e o spin-off Vlog da Mila, que está disponível em plataformas digitais como o YouTube e o Gloob Play. Em 2018 gravou a segunda temporada do Vlog da Mila e os filmes Cinderela Pop, que teve sua estreia no cinema em fevereiro de 2019, e Poropopó, um filme mudo que tem previsão de estreia entre o final de 2019 e o início de 2020.

## Filmografia

### Televisão
| Ano     | Título                                  | Personagem                                   | Notas                          |
| ------- | --------------------------------------- | -------------------------------------------- | ------------------------------ |
| 2012–16 | Detetives do Prédio Azul                | Camila Cristina Cajueiro (Mila)              | [ 11 ] [ 12 ]                  |
| 2012    | Rebelde                                 | Rosa Maria                                   |                                |
| 2014    | Milagres de Jesus                       | Débora                                       | Episódio: "A Filha de Jairo"   |
| 2014–15 | Vitória                                 | Rebeca Amarantes                             |                                |
| 2017    | O Rico e Lázaro                         | Rebeca Bach (jovem)                          | Episódio: "13-15 de março"     |
| 2017–18 | Vlog da Mila                            | Camila Cristina Cajueiro (Mila)              |                                |
| 2017–18 | Belaventura                             | Ariela Hector                                |                                |
| 2019    | Amor de Mãe                             | Ive Gonzalez                                 | Episódio: "23 de dezembro"     |
| 2021    | Vlog da Berê                            | Camila Cristina Cajueiro (Mila)              | Episódio: "Efeito Roxo"        |
| 2022    | Além da Ilusão                          | Olívia Souza / Clara Camargo Tapajós (jovem) | Episódios: "7–14 de fevereiro" |
| 2023    | Acampamento de Magia para Jovens Bruxos | Camila Cristina Cajueiro (Mila)              |                                |

### Cinema
| Ano  | Título                         | Personagem                      |
| ---- | ------------------------------ | ------------------------------- |
| 2013 | Minha Mãe É Uma Peça: O Filme  | Samantha                        |
| 2013 | Meu Passado Me Condena         | Gaby                            |
| 2017 | D.P.A - O Filme                | Camila Cristina Cajueiro (Mila) |
| 2019 | Cinderela Pop                  | Graziele Rocha                  |
| 2020 | Uma Tia da Pesada              | Manoela                         |
| 2022 | Eu Acredito em Contos de Fadas | Jéssica                         |
| 2023 | Poropopó                       | Julieta                         |
| 2024 | As Aparências Enganam          | Amanda Lane/Suzy                |
| 2024 | Missão Porto Seguro            |                                 |

## Teatro
| Ano  | Título            | Personagem |
| ---- | ----------------- | ---------- |
| 2010 | O Mágico de Oz    | Dorothy    |
| 2012 | A Arca dos Bichos | Girafinha  |

## Prêmios e indicações
| Ano  | Premiação      | Nomeação              | Obra               | Resultado | Ref.   |
| ---- | -------------- | --------------------- | ------------------ | --------- | ------ |
| 2015 | Prêmio Contigo | Melhor Atriz Infantil | Vitória por Rebeca | Indicada  | [ 22 ] |